# Leonor Rodríguez
Pour les articles homonymes, voir Rodriguez.
Leonor Rodríguez Manso, née le 21 octobre 1991 à Las Palmas de Gran Canaria en (Espagne) est une joueuse espagnole professionnelle de basket-ball.

## Biographie
Avec la génération 91, elle accumule les médailles dans les équipes nationales de jeunes de l'Espagne. Après des débuts à Gran Canaria, où elle joue l'Eurocoupe en 2008 et 2009, elle passe quatre années en NCAA aux Seminoles de Florida State. Non draftée, elle signe en avril 2013 pour Salamanque. Elle prend finalement sa retraite en décembre 2024 à l'âge de 33 ans.

## Palmarès
- Membre de l'équipe nationale espagnole au championnat du monde de 3x3 en 2012
- Championne d'Europe des 16 ans et moins en 2006[3]
- Championnat d'Europe des 16 ans et moins en 2007[4]
- 5e du Championnat d'Europe des 18 ans et moins en 2008[5]
- Championne d'Europe des 18 ans et moins en 2009[6]
- Championnat du monde des 19 ans et moins en 2009[7]
- Championnat d'Europe des 20ans et moins en 2010[8]
- Championne d'Europe des 20ans et moins en 2011[9]
- Médaille d’argent du Championnat du monde 2014 en Turquie[10]
- Médaille d'argent aux Jeux olympiques de 2016[11]